# Béll Béla
Béll Béla (Uraj, 1908. október 2. – Budapest, 1988. szeptember 24.) magyar meteorológus, légkörfizikus, a műszaki tudományok doktora, a Magyar Tudományos Akadémia rendes tagja. A légkörben zajló meteorológiai, fizikai és kémiai folyamatokra vonatkozó kutatásaival a magyarországi aerológia és légáramlástan iskolateremtő alakja volt.

## Életútja
1932-ben végezte el a budapesti Pázmány Péter Tudományegyetemet matematika–fizika szakos oklevéllel. 1932-től 1934-ig gyakornokként dolgozott az egyetem gyakorlati fizikai intézetében. Emellett 1932-ben helyezkedett el a Magyar Királyi Országos Meteorológiai és Földmágnességi Intézetben is, ahol előbb a klimatológiai, majd az aerológiai osztály munkatársa volt. Munkájával párhuzamosan, 1936–1937-ben ösztöndíjjal kutathatott a berlini Humboldt Egyetemen, valamint a lindenbergi meteorológiai és potsdami asztrofizikai obszervatóriumokban.  1941-ben doktori oklevelét is megszerezte a Pázmány Péter Tudományegyetemen. 1943-ban a Meteorológiai Intézet ranglétráján előreléphetett: az aerológiai osztály vezetőjévé nevezték ki. 1951-ig irányította az ott folyó tudományos munkát, 1951-től 1969-ig pedig az intézet igazgatóhelyettese, egyidejűleg 1953-tól a pestlőrinci aerológiai–légkörfizikai obszervatórium vezetője volt. A Tudományos Minősítő Bizottság 1954-ben a fizikai tudományok (meteorológia) kandidátusává minősítette, 1968-ban pedig megvédte akadémiai disszertációját, s a műszaki tudományok doktora lett. 1970 után az immár Országos Meteorológiai Szolgálat néven működő intézet tudományos tanácsadója, 1974-es nyugdíjazásától haláláig a szolgálat tudományos tanácsának elnöke volt.
Tudományos pályája mellett oktatással is foglalkozott. 1943-tól 1949-ig a Mosonmagyaróvári Mezőgazdasági Főiskolán, 1949-től 1952-ig a Budapesti Műszaki Egyetemen tartott agrogeológiai előadásokat, 1952-től 1956-ig pedig az Eötvös Loránd Tudományegyetem meteorológiai tanszékén oktatott aerológiát mint meghívott tanár. 1965 után a szegedi József Attila Tudományegyetemen is oktatott címzetes egyetemi tanárként.

## Munkássága
A magyarországi aerológiai (légkörtani) kutatások iskolateremtő alakja volt. Behatóan foglalkozott a Magyarország feletti magasabb, szabad légrétegek légkörfizikai, éghajlati, különösen légáramlási folyamataival és sajátosságaival. A nevéhez fűződik az országos magaslégköri szélmérőhálózat megszervezése, de az 1930-as évektől maga is végzett ballonos és meteorográfos szélméréseket, 1948-ban pedig ő indította el és rendszeresítette a rádiószondás méréseket. Jelentősek a légkörben tapasztalható vízszintes levegőáramlásra (szél) és az azt befolyásoló léghőmérsékleti advekcióra, a légkör függőleges irányú labilitására, légnyomás, hőmérséklet és légnedvesség szerinti változékonyságára és szezonalitására, továbbá a troposzféra rétegzettségére, a sztratoszféra cirkulációs folyamataira vonatkozó kutatásai. Számottevő eredményeket ért el a termikus szél elméletének és a zivatar kialakulási folyamatainak vizsgálatával, de behatóan foglalkozott felhőfizikával, a légkör radioaktivitásával, az ionoszféra kémiai sajátosságaival, valamint a napsugárzás fotokémiai mérésével és a látótávolság meghatározásának módszertanával. További jelentős eredményeket ért el a Kárpát-medence általános meteorológiai-klimatológiai leírásában, valamint az éghajlati viszonyok és a növénytermesztés kapcsolatát vizsgáló agrometeorológiában is.
Az 1957/1958-as nemzetközi geofizikai év magyarországi tudományos programjainak egyik szervezője volt. Több egyetemi tankönyv és szakkönyv fűződik a nevéhez. Két évtizeden át szerkesztőbizottsági tagja volt az Időjárás című szakfolyóiratnak.

### Társasági tagságai és elismerései

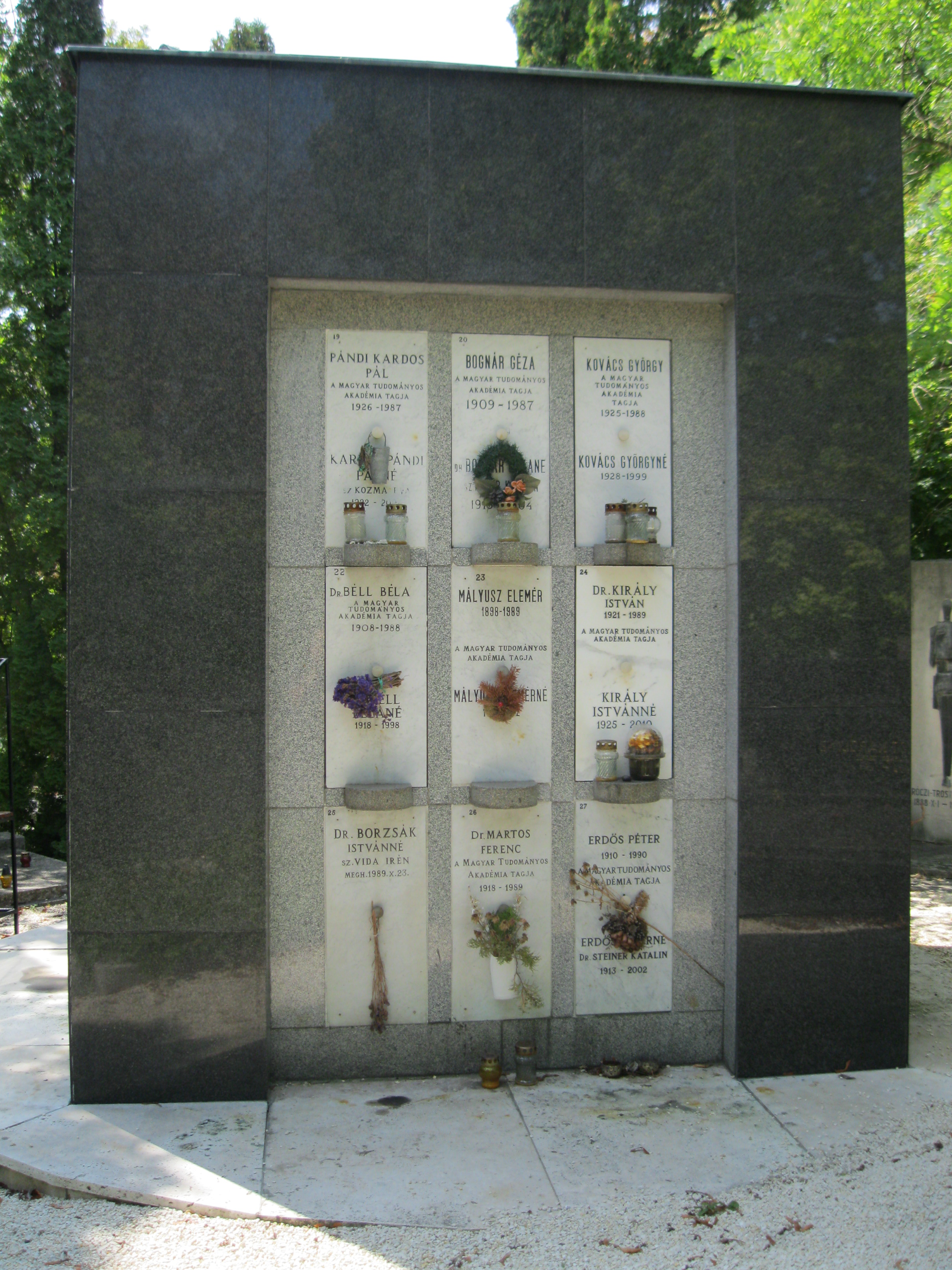
Urnája a Farkasréti temetőben

1970-ben a Magyar Tudományos Akadémia levelező, 1982-ben rendes tagjává választották, a meteorológiai tudományos bizottság elnöke volt. 1964-től 1970-ig társelnöke, 1974-től 1980-ig elnöke volt a Magyar Meteorológiai Társaságnak, 1982-ben a Magyar Földrajzi Társaság tiszteleti tagjai sorába választották. Ugyancsak tiszteleti tagja volt a Szlovák Meteorológiai Társaságnak (SMÚ) és a Német Demokratikus Köztársaság Meteorológiai Társaságának, valamint közreműködött a Nemzetközi Geodéziai és Geofizikai Szövetség (IUGG) magyar nemzeti bizottságának munkájában is.
Tudományos munkássága elismeréseként előbb 1952-ben, majd másodszor 1980-ban kapta meg a Magyar Meteorológiai Társaság Steiner Lajos-emlékérmét, 1981-ben pedig MTESZ-díjat vehetett át. 1978-ban a Munka Érdemrend arany fokozatával tüntették ki.

### Főbb művei
- A szabadlégkör hőmérséklete Budapest fölött. Budapest: Magyar Királyi Országos Meteorológiai és Földmágnességi Intézet. 1941.
- Fizika. Budapest: Agrártudományi Egyetem. 1950.
- Mezőgazdasági meteorológia: Az agrometeorológiai ismeretek kézikönyve. Budapest: Akadémiai. 1951.   (Aujeszky Lászlóval és Berényi Dénessel)
- A talajtól a légkör határáig. Budapest: Művelt Nép. 1953.
- A troposzféra éghajlata Magyarország fölött. Budapest: Akadémiai. 1954.
- A domborzat áramlásmódosító hatása a Kárpát-medencében, a magyar meteorológiai szakirodalom tükrében. Budapest: Országos Meteorológiai Szolgálat. 1978.
- A légáramlás éghajlati jellegzetességei a Kárpát-medence térségében. Budapest: Akadémiai. 1984.